# NGC 2179
NGC 2179 ist eine linsenförmige Galaxie vom Hubble-Typ SB0/a im Sternbild Hase südlich des Himmelsäquators. Sie ist schätzungsweise 121 Millionen Lichtjahre von der Milchstraße entfernt und hat einen Durchmesser von etwa 40.000 Lj.
Das Objekt wurde am 21. November 1835 von dem Astronomen John Herschel entdeckt.